# Museo del teatro Civico
Il Museo del Teatro Civico ripercorre la storia della musica, della danza e del teatro a Vercelli dalla metà del XIX secolo al XXI secolo.
Il museo è ubicato accanto al Ridotto al primo piano del Teatro Civico di Vercelli ed è stato inaugurato l'11 febbraio 2014 in occasione della rappresentazione de Il barbiere di Siviglia.
Al suo interno è esposta una raccolta eterogenea di oggetti che comprende costumi di scena, locandine, opuscoli, fotografie, spartiti e libretti, messi a disposizione dalla Società del Quartetto, dall’Accademia di Danza Città di Vercelli e dalla famiglia di Cesare Bardelli, il celebre baritono che si trasferì a Vercelli nel 1979 e fece parte della giuria della Sezione Canto del Concorso internazionale di musica e danza «Giovan Battista Viotti», che si tiene tradizionalmente al Teatro Civico.